# Sanitetsporslin

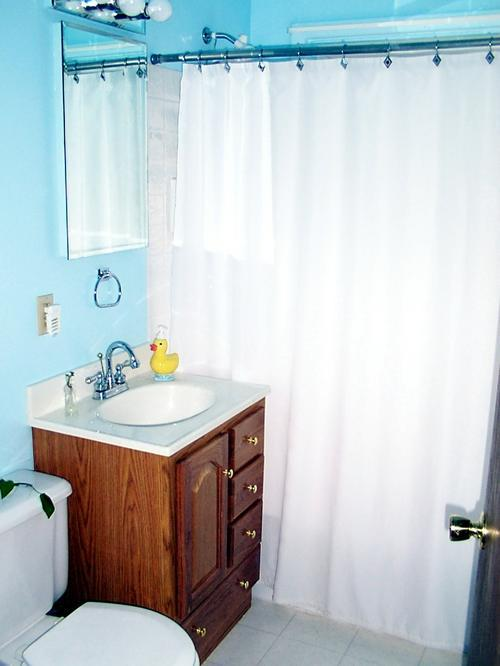
Toalettsol och tvättställ är exempel på sanitetsporslin.

Sanitetsporslin är ett samlingsnamn för toalettstolar, tvättställ, badkar, bidéer m.m. Gemensamt är att de oftast återfinns i hygienutrymmen och är tillverkade i vitröst porslin. Utbudet av sanitetsporslin bjuder på en uppsjö av färger och former för att matcha olika badrumsdesigner. Vit är dock den vanligast förekommande färgen. Det vitrösa porslinet är ett lämpligt materialval i hänseende till beständighet och enkelhet för rengöring.